# ヴィッキー・ヴェット
ヴィッキー・ヴェット（Vicky Vette、1965年6月12日 - ）は、ノルウェー出身のポルノ女優およびアダルトモデル。
ヴィッキー・ザ・ヴァイキング・ヴィクセン（Vicky the Viking Vixen）との異称を有する。

## 来歴
ノルウェーの地に生誕するも、6歳の時に家族でカナダに移住。ポルノ業界入りする以前にあたる18歳から32歳までに様々な仕事を経験。会計係から支店長までの職種を含んだ。週あたり70時間から80時間を労働に明け暮れたこともあった。
数多の規則に縛られることや、あらゆる上司に言い寄られることなどに嫌気が差したことから、他者のもとでの労働を止めることを決意。それからおよそ5年間にわたって、夫とともに設立した土建屋を経営していた。
やがて2003年になった頃から、下着やビキニや若干のヌードを含むモデル業を始動。ちょうどこの時期にハスラー誌の『ビーバーハント』という人気長寿コーナーに応募し、送付した写真が掲載されることになった。これが読者投票において年間1位を獲得。最年長者でもあった。それからバスティ・ビューティーズ誌やハイソサエティ誌などの雑誌の仕事をこなしたのちに、夫の了解も得てポルノ業界に進出した。
そのデビュー作となったのは、桃色のビキニ姿をもって」ヴィッキー名義で出演した『フレッシー・ファックド・ルック』という一作であった。38歳という年齢でのデビューはポルノの世界では稀な事態であり、若い男性と関係を持つ年上の女性を演じるMILF映画の出演が多くなった。デビューから短期間で150本以上のポルノ映画に出演。
2005年にはAVNの最高新人賞の受賞候補へ。その翌2006年にはDanni.comのダニーガール・オブ・ザ・マンスに選ばれた。この年からDVDリリース作品への出演を止め、自身のウェブサイトを通してインターネット上で公開される作品にのみ出演。
2007年には大手アダルトサーチエンジンサイトブーブルの人気投票で3500票以上を集めて『ブーブル・ガール』の称号を獲得。翌2008年にも4700票以上を集めてジェシー・ジェーンなどを下して月間の栄誉に輝いた。更にはテラ・パトリックを僅差で下し、同年の年間の栄誉をも獲得。

## 私生活
身長168cmでブロンドの髪と青色の目を持つ。タトゥーは入れておらず、へその環状のものを除いてはピアスも開けていない。
ポルノの世界に入る前には性的な物足りなさを感じ、クリスマスプレゼントとして豊胸手術を施して、カップをCからDDまで上げた。
2009年現在ジョージア州アトランタに住んでいる。そしてカリフォルニア州ロサンゼルス郡ビバリーヒルズにアパートを所有している。
長年連れ添った夫はスウィンガーでヌーディストでもあった。デビュー前にあっては自身も昼は堅い仕事をこなし、夜になるとスウィングクラブに出入りするという二重生活を送っていたという。夫とは映画でもしばしば共演しセックスを含む場面を演じたが、実はプライベートでは10数年間にわたり言葉や肉体による暴力を受け続けてきた。何度も離婚を考えたものの、その都度夫に上手く言いくるめられ断念してきたという。
2006年を迎えた頃に、夫から3日間にわたり暴行を受け続け、遂には通報したうえで逮捕を要請。その数日後に業界最大のイベントたるAVNの式典が控えていたものの、唇と鼓膜を損傷し、頭痛にも悩まされ、全身、特に足と胸部に酷い痣ができていたことから、出席を断念。この出来事によって離婚を固く決意。同月の末頃に夫は友人宅で遺体で発見された。警察は自殺と断定している。

## 受賞
- 2005年：AVN Best Tease Performance – 『Metropolis』[12]